# AX Circini
Désignations

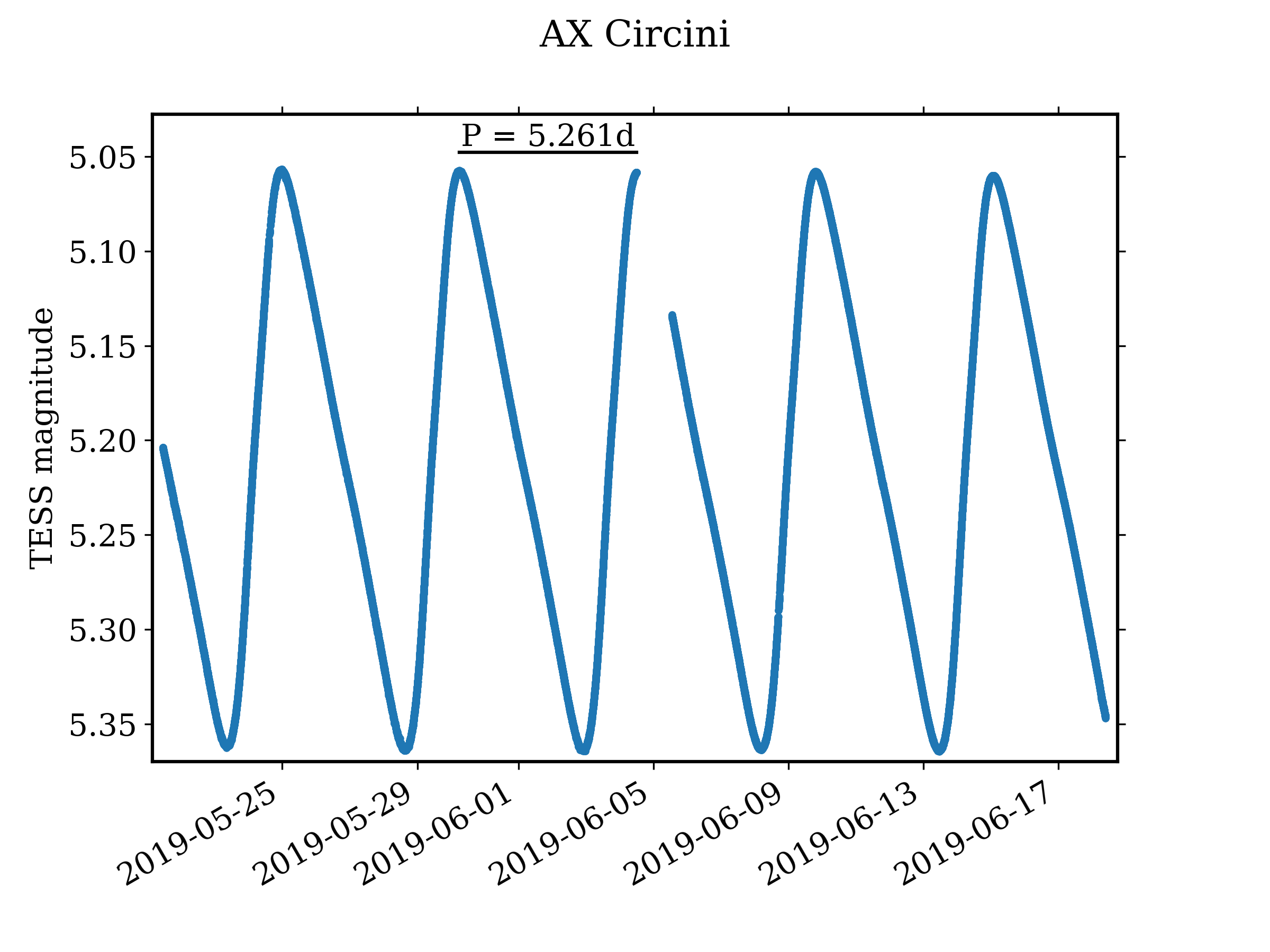
Courbe de lumière d'AX Circini enregistrée par le télescope spatial TESS.

AX Circini est une étoile binaire de la constellation australe du Compas. Elle a une magnitude apparente moyenne de 5,91, et est donc assez lumineuse pour être visible à l’œil nu. Sur la base d'une parallaxe annuelle de 1,96 mas, elle est située à environ 1 700 années-lumière de la Terre. Le système se rapproche du système solaire avec une vitesse radiale héliocentrique de −21 km/s.
AX Circini est une binaire spectroscopique ayant une période de révolution de 6 532 jours (17,88 ans) et une excentricité de 0,19. Sa binarité fut suspectée en 1960, car son spectre apparaissait composite et il montrait un excès d'ultraviolet. Le compagnon fut confirmé en 1982 et fut résolu à l'aide de l'interférométrie optique à longue base en 2014 et en 2015. Le système a une valeur du produit a sin i de 6,05 unités astronomiques, où a est le demi-grand axe et i est l'inclinaison orbitale (inconnue).
La primaire, composante A, est une géante lumineuse jaune-blanc de type spectral F8 II et est une variable céphéide classique. La magnitude apparente combinée du système varie entre 5,69 et 6,19 sur une période de 5,273 jours. La compagne secondaire, composante B, est une étoile bleu-blanc de la séquence principale de type spectral B6 V avec une magnitude absolue d'environ -0,12.